# Puente de Mjøsund
El puente de Mjøsund (en noruego: Mjøsundbrua) es un puente en ménsula que conecta los municipios de Ibestad y Salangen en Troms, Noruega. Es parte de la ruta estatal 848 que cruza el estrecho Mjøsundet entre la Noruega continental y la isla de Andørja. El puente y el túnel de Ibestad conectan las islas principales de Ibestad con tierra firme.
El puente mide 840 m y fue abierto en 1994 con un costo de 203 millones de coronas noruegas. El tramo más largo mide 184 metros y tiene una altura de 35 m.

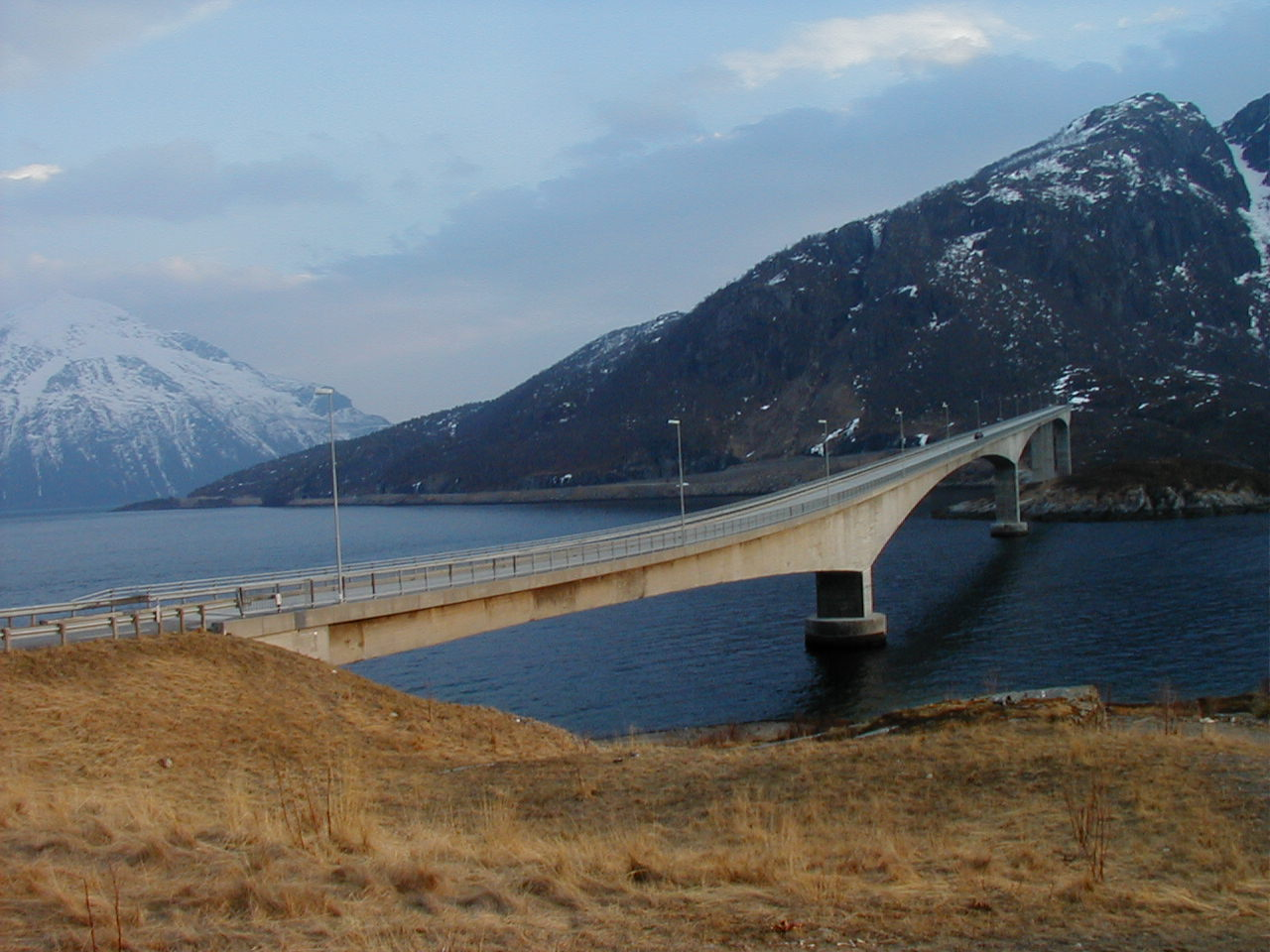
Vista del puente